# Sheldon (Vermont)
Sheldon – miasto w Stanach Zjednoczonych, w stanie Vermont, w hrabstwie Franklin.